# Abbaye de Tilty
L’abbaye de Tilty est une ancienne abbaye cistercienne située dans le village de Great Dunmow (dans le comté d'Essex), en Angleterre. Comme la plupart des abbayes britanniques, elle a été fermée par Henry VIII durant la campagne de dissolution des monastères.

## Histoire

### Fondation
L'abbaye est fondée par Maurice FitzGerald (appelé aussi Maurice Fitz Geoffrey) et son suzerain, Robert de Ferrières, premier comte de Derby, en 1153, qui font venir douze moines et un abbé de l'abbaye de Warden. La charte de fondation est confirmée le 3 février 1199 par Richard Cœur de Lion.

### Moyen Âge
La construction de l'abbaye commence le 16 mars 1188, et l'abbatiale est consacrée avant la fin de l'abbatiat de Simon, c'est-à-dire en 1214. Mais, le jour de Noël 1215, les soldats du Prince Jean envahissent, pillent et détruisent la toute nouvelle église, qui doit entièrement être rebâtie. La consécration de la seconde église abbatiale n'intervient donc qu'en 1221.
Au XIVe siècle, l'abbaye est prospère et des plans sont formés pour agrandir encore l'église abbatiale. Ceux-ci ne sont cependant jamais réalisés, car le monastère est touché de plein fouet par la Peste noire en 1348.

### Liste des abbés connus de Tilty
- Auger, attesté vers 1170 ;
- Simon, attesté en 1188, mort en 1214 ;
- Walter, attesté en 1219 et en 1230 ;
- Robert, attesté en 1247, 1264 et 1267 ;
- Nicholas, attesté en 1272 et 1278 ;
- Adam, attesté en 1295 ;
- Edmund, attesté en 1318 ;
- John de Warden, attesté en 1347 ;
- Richard Chishull, attesté vers 1370 ;
- William ;
- Thomas, attesté en 1401 et 1411 ;
- John Cresshale, se retire vers 1420 ;
- John Curteys, attesté en 1430 et 1435 ;
- Simon Pakenham or Pabenham, attesté en 1438 ;
- John, attesté en 1453 et en 1458 ;
- Thomas Thakeley, attesté en 1465 ;
- John, attesté en 1487 ;
- Richard, attesté en 1501 et 1504 ;
- John Oxford, attesté en 1504 ;
- John London, élu en 1515 ;
- Roger Beverley, élue en 1517, déposé en 1530 ;
- Edmund Emery, élu 1530, se retire en 1532 ou 1533 ;
- John Palmer, élu en 1532 ou 1533[5].

### Dissolution du monastère
Le 3 mars 1536, comme l'immense majorité des monastères britanniques, à la suite de la rupture entre Henry VIII et l'Église catholique, l'abbaye de Tilty est fermée lors de la campagne de dissolution des monastères. Elle est entièrement détruite en 1587.

## L'abbaye
L'abbaye était située sur un affluent de la rivière Chelmer. Elle était organisée suivant le classique plan cistercien : cloître entouré de l'église abbatiale, des lieux de vie et du réfectoire. L'abbatiale mesurait 52 mètres de longueur et 27 mètres de largeur au transept.
Les actuels propriétaires sont M. et Mme. Pedley.